# Interlands Noors voetbalelftal 1960-1969
Deze pagina toont een chronologisch en gedetailleerd overzicht van de interlands die het Noors voetbalelftal heeft gespeeld in de periode 1960 – 1969.

## Interlands

### 1960
|                                                                                |                                            |       |           |                                                                                             |
| 26 mei Noords Kampioenschap 1960/63 № 251 «onderlinge duels» 13:30 uur (UTC+1) | Denemarken                                 | 3 – 0 | Noorwegen | Københavns Idrætspark, Kopenhagen Toeschouwers: 44.100 Scheidsrechter: Reino Koskinen (FIN) |
| 26 mei Noords Kampioenschap 1960/63 № 251 «onderlinge duels» 13:30 uur (UTC+1) | Poul Pedersen 6' Flemming Nielsen 16', 68' |       |           | Københavns Idrætspark, Kopenhagen Toeschouwers: 44.100 Scheidsrechter: Reino Koskinen (FIN) |

|                                                   |                                                                     |       |         |                                                                                 |
| 9 juni Vriendschappelijk № 252 «onderlinge duels» | Noorwegen                                                           | 4 – 0 | IJsland | Ullevaalstadion, Oslo Toeschouwers: 12.417 Scheidsrechter: Gösta Lindberg (SWE) |
| 9 juni Vriendschappelijk № 252 «onderlinge duels» | Bjørn Borgen 22' Rolf Backe 43' Gunnar Dybwad 81' Ragnar Larsen 84' |       |         | Ullevaalstadion, Oslo Toeschouwers: 12.417 Scheidsrechter: Gösta Lindberg (SWE) |

|                                                                      |                      |       |                                |                                                                               |
| 22 juni Vriendschappelijk № 253 «onderlinge duels» 19:00 uur (UTC+2) | Noorwegen            | 1 – 2 | Oostenrijk                     | Ullevaalstadion, Oslo Toeschouwers: 24.774 Scheidsrechter: Aage Poulsen (DEN) |
| 22 juni Vriendschappelijk № 253 «onderlinge duels» 19:00 uur (UTC+2) | Rolf Bjørn Backe 32' |       | 68' Josef Hamerl 89' Erich Hof | Ullevaalstadion, Oslo Toeschouwers: 24.774 Scheidsrechter: Aage Poulsen (DEN) |

|                                                                                     |                                                                                     |       |                                          |                                                                                  |
| 28 augustus Noords Kampioenschap 1960/63 № 254 «onderlinge duels» 13:15 uur (UTC+2) | Noorwegen                                                                           | 6 – 3 | Finland                                  | Ullevaalstadion, Oslo Toeschouwers: 17.703 Scheidsrechter: Valdemar Hansen (DEN) |
| 28 augustus Noords Kampioenschap 1960/63 № 254 «onderlinge duels» 13:15 uur (UTC+2) | Rolf Birger Pedersen 23', 50' Roald Jensen 36' Harald Hennum 70' Axel Berg 71', 80' |       | 20' Kai Pahlman 61', 89' Hannu Kankkonen | Ullevaalstadion, Oslo Toeschouwers: 17.703 Scheidsrechter: Valdemar Hansen (DEN) |

|                                                                                      |                                                                    |       |                           |                                                                                          |
| 18 september Noords Kampioenschap 1960/63 № 255 «onderlinge duels» 13:15 uur (UTC+1) | Noorwegen                                                          | 3 – 1 | Zweden                    | Ullevaalstadion, Oslo Toeschouwers: 31.032 Scheidsrechter: Carl Frederik Jørgensen (DEN) |
| 18 september Noords Kampioenschap 1960/63 № 255 «onderlinge duels» 13:15 uur (UTC+1) | Harald Hennum 19' (pen.) Rolf Birger Pedersen 34' Bjørn Borgen 89' |       | 38' (pen.) Rune Börjesson | Ullevaalstadion, Oslo Toeschouwers: 31.032 Scheidsrechter: Carl Frederik Jørgensen (DEN) |

|                                                                       |                                           |       |                  |                                                                                  |
| 6 november Vriendschappelijk № 256 «onderlinge duels» 14:45 uur (UTC) | Ierland                                   | 3 – 1 | Noorwegen        | Dalymount Park, Dublin Toeschouwers: 26.000 Scheidsrechter: Gilbert Bowman (SCO) |
| 6 november Vriendschappelijk № 256 «onderlinge duels» 14:45 uur (UTC) | Paddy Fagan 28' Peter Fitzgerald 39', 83' |       | 2' Harald Hennum | Dalymount Park, Dublin Toeschouwers: 26.000 Scheidsrechter: Gilbert Bowman (SCO) |

### 1961
|                                                                     |                      |       |                        |                                                                             |
| 16 mei Vriendschappelijk № 257 «onderlinge duels» 19:00 uur (UTC+2) | Noorwegen            | 1 – 1 | Mexico                 | Brannstadion, Bergen Toeschouwers: 24.000 Scheidsrechter: Bertil Lööw (SWE) |
| 16 mei Vriendschappelijk № 257 «onderlinge duels» 19:00 uur (UTC+2) | Rolf Bjørn Backe 12' |       | 8' Crescenio Gutiérrez | Brannstadion, Bergen Toeschouwers: 24.000 Scheidsrechter: Bertil Lööw (SWE) |

|                                                                        |           |                 |         |                                                                               |
| 1 juni WK 1962 kwalificatie № 258 «onderlinge duels» 19:00 uur (UTC+2) | Noorwegen | 0 – 1           | Turkije | Ullevaalstadion, Oslo Toeschouwers: 23.416 Scheidsrechter: Frede Hansen (DEN) |
| 1 juni WK 1962 kwalificatie № 258 «onderlinge duels» 19:00 uur (UTC+2) |           | 16' Metin Oktay |         | Ullevaalstadion, Oslo Toeschouwers: 23.416 Scheidsrechter: Frede Hansen (DEN) |

|                                                                                 |                                                                       |       |                          |                                                                                     |
| 27 juni Noords Kampioenschap 1960/63 № 259 «onderlinge duels» 18:00 uur (UTC+2) | Finland                                                               | 4 – 1 | Noorwegen                | Olympisch Stadion, Helsinki Toeschouwers: 8.712 Scheidsrechter: Einar Boström (SWE) |
| 27 juni Noords Kampioenschap 1960/63 № 259 «onderlinge duels» 18:00 uur (UTC+2) | Kai Pahlman 19' Matti Mäkelä 32' Stig Holmqvist 43' Semi Nuoranen 58' |       | 44' Rolf Birger Pedersen | Olympisch Stadion, Helsinki Toeschouwers: 8.712 Scheidsrechter: Einar Boström (SWE) |

|                                                                        |                                                                                          |       |                                   |                                                                                       |
| 1 juli WK 1962 kwalificatie № 260 «onderlinge duels» 19:00 uur (UTC+3) | Sovjet-Unie                                                                              | 5 – 2 | Noorwegen                         | Centraal Leninstadion, Moskou Toeschouwers: 100.343 Scheidsrechter: Józef Kowal (POL) |
| 1 juli WK 1962 kwalificatie № 260 «onderlinge duels» 19:00 uur (UTC+3) | Slava Metreveli 14' Viktor Ponedelnik 26' Valentin Boeboekin 32', 66' Mikhail Meskhi 53' |       | 64' Bjørn Borgen 87' Eldar Hansen | Centraal Leninstadion, Moskou Toeschouwers: 100.343 Scheidsrechter: Józef Kowal (POL) |

|                                                                             |           |                                                              |             |                                                                               |
| 23 augustus WK 1962 kwalificatie № 261 «onderlinge duels» 19:00 uur (UTC+2) | Noorwegen | 0 – 3                                                        | Sovjet-Unie | Ullevaalstadion, Oslo Toeschouwers: 30.469 Scheidsrechter: John Meighan (IRL) |
| 23 augustus WK 1962 kwalificatie № 261 «onderlinge duels» 19:00 uur (UTC+2) |           | 48' Viktor Ponedelnik 49' Mikhail Meskhi 76' Slava Metreveli |             | Ullevaalstadion, Oslo Toeschouwers: 30.469 Scheidsrechter: John Meighan (IRL) |

|                                                                                      |           |                                                         |            |                                                                             |
| 17 september Noords Kampioenschap 1960/63 № 262 «onderlinge duels» 13:15 uur (UTC+1) | Noorwegen | 0 – 4                                                   | Denemarken | Ullevaalstadion, Oslo Toeschouwers: 27.721 Scheidsrechter: Johan Alho (FIN) |
| 17 september Noords Kampioenschap 1960/63 № 262 «onderlinge duels» 13:15 uur (UTC+1) |           | 11', 32' John Danielsen 70' Ole Madsen 76' Ole Sørensen |            | Ullevaalstadion, Oslo Toeschouwers: 27.721 Scheidsrechter: Johan Alho (FIN) |

|                                                                                    |                               |       |           |                                                                         |
| 22 oktober Noords Kampioenschap 1960/63 № 263 «onderlinge duels» 14:15 uur (UTC+1) | Zweden                        | 2 – 0 | Noorwegen | Ullevi, Göteborg Toeschouwers: 41.387 Scheidsrechter: Milan Fencl (TCH) |
| 22 oktober Noords Kampioenschap 1960/63 № 263 «onderlinge duels» 14:15 uur (UTC+1) | Lars Råberg 6' Leif Wendt 74' |       |           | Ullevi, Göteborg Toeschouwers: 41.387 Scheidsrechter: Milan Fencl (TCH) |

|                                                                            |                                  |       |                  |                                                                                   |
| 29 oktober WK 1962 kwalificatie № 264 «onderlinge duels» 14:30 uur (UTC+2) | Turkije                          | 2 – 1 | Noorwegen        | Mithatpaşastadion, Istanbul Toeschouwers: 27.420 Scheidsrechter: Mihai Popa (ROU) |
| 29 oktober WK 1962 kwalificatie № 264 «onderlinge duels» 14:30 uur (UTC+2) | Aydın Yelken 60' Metin Oktay 74' |       | 57' Roald Jensen | Mithatpaşastadion, Istanbul Toeschouwers: 27.420 Scheidsrechter: Mihai Popa (ROU) |

|                                                                         |                     |       |                |                                                                                     |
| 5 november Vriendschappelijk № 265 «onderlinge duels» 15:30 uur (UTC+1) | Malta               | 1 – 1 | Noorwegen      | Empire Stadion, Gżira Toeschouwers: 7.000 Scheidsrechter: Mustapha Belakhouas (TUN) |
| 5 november Vriendschappelijk № 265 «onderlinge duels» 15:30 uur (UTC+1) | Pullu Demanuele 13' |       | 86' Arne Kotte | Empire Stadion, Gżira Toeschouwers: 7.000 Scheidsrechter: Mustapha Belakhouas (TUN) |

### 1962
|                                                                     |                                   |       |                         |                                                                              |
| 16 mei Vriendschappelijk № 266 «onderlinge duels» 19:00 uur (UTC+2) | Noorwegen                         | 2 – 1 | Nederland               | Ullevaalstadion, Oslo Toeschouwers: 17.723 Scheidsrechter: Bertil Lööw (SWE) |
| 16 mei Vriendschappelijk № 266 «onderlinge duels» 19:00 uur (UTC+2) | Roald Jensen 50' Bjørn Borgen 63' |       | 1' Tonny van der Linden | Ullevaalstadion, Oslo Toeschouwers: 17.723 Scheidsrechter: Bertil Lööw (SWE) |

|                                                                                 |                                                                                                   |       |                     |                                                                                             |
| 11 juni Noords Kampioenschap 1960/63 № 267 «onderlinge duels» 18:00 uur (UTC+1) | Denemarken                                                                                        | 6 – 1 | Noorwegen           | Københavns Idrætspark, Kopenhagen Toeschouwers: 13.500 Scheidsrechter: Erik Johansson (SWE) |
| 11 juni Noords Kampioenschap 1960/63 № 267 «onderlinge duels» 18:00 uur (UTC+1) | Helge Jørgensen 22' (pen.) Ole Madsen 31', 44', 87' Carl Bertelsen 69' Henning Enoksen 71' (pen.) |       | 24' Trygve Andersen | Københavns Idrætspark, Kopenhagen Toeschouwers: 13.500 Scheidsrechter: Erik Johansson (SWE) |

|                                                                         |           |                          |        |                                                                                 |
| 21 juni EK 1964 kwalificatie № 268 «onderlinge duels» 19:15 uur (UTC+2) | Noorwegen | 0 – 2                    | Zweden | Ullevaalstadion, Oslo Toeschouwers: 28.249 Scheidsrechter: Gilbert Bowman (SCO) |
| 21 juni EK 1964 kwalificatie № 268 «onderlinge duels» 19:15 uur (UTC+2) |           | 9', 40' Örjan Martinsson |        | Ullevaalstadion, Oslo Toeschouwers: 28.249 Scheidsrechter: Gilbert Bowman (SCO) |

|                                                   |                                                            |       |       |                                                                                        |
| 3 juli Vriendschappelijk № 269 «onderlinge duels» | Noorwegen                                                  | 5 – 0 | Malta | Lerkendalstadion, Trondheim Toeschouwers: 14.137 Scheidsrechter: Orjo Pättiniemi (FIN) |
| 3 juli Vriendschappelijk № 269 «onderlinge duels» | Olav Nilsen 28', 81', 85' Arne Pedersen 58' John Krogh 80' |       |       | Lerkendalstadion, Trondheim Toeschouwers: 14.137 Scheidsrechter: Orjo Pättiniemi (FIN) |

|                                                   |                      |       |                                                   |                                                                                       |
| 9 juli Vriendschappelijk № 370 «onderlinge duels» | IJsland              | 1 – 3 | Noorwegen                                         | Laugardalsvöllur, Reykjavik Toeschouwers: 9.088 Scheidsrechter: William Brittle (SCO) |
| 9 juli Vriendschappelijk № 370 «onderlinge duels» | Ríkharður Jónsson 3' |       | 11' Olav Nilsen 31' Arne Pedersen 39' Olav Nilsen | Laugardalsvöllur, Reykjavik Toeschouwers: 9.088 Scheidsrechter: William Brittle (SCO) |

|                                                                                     |                                          |       |                  |                                                                                 |
| 26 augustus Noords Kampioenschap 1960/63 № 271 «onderlinge duels» 13:15 uur (UTC+2) | Noorwegen                                | 2 – 1 | Finland          | Brannstadion, Bergen Toeschouwers: 20.500 Scheidsrechter: Werner Treichel (FRG) |
| 26 augustus Noords Kampioenschap 1960/63 № 271 «onderlinge duels» 13:15 uur (UTC+2) | Olav Nilsen 42' Ragnar Larsen 48' (pen.) |       | 17' Matti Mäkelä | Brannstadion, Bergen Toeschouwers: 20.500 Scheidsrechter: Werner Treichel (FRG) |

|                                                                                      |                                    |       |                 |                                                                                  |
| 16 september Noords Kampioenschap 1960/63 № 272 «onderlinge duels» 13:15 uur (UTC+1) | Noorwegen                          | 2 – 1 | Zweden          | Ullevaalstadion, Oslo Toeschouwers: 21.689 Scheidsrechter: Valdemar Hansen (DEN) |
| 16 september Noords Kampioenschap 1960/63 № 272 «onderlinge duels» 13:15 uur (UTC+1) | Roald Jensen 43' Erik Johansen 80' |       | 40' Leif Skiöld | Ullevaalstadion, Oslo Toeschouwers: 21.689 Scheidsrechter: Valdemar Hansen (DEN) |

|                                                                            |                   |       |                |                                                                                |
| 4 november EK 1964 kwalificatie № 273 «onderlinge duels» 13:30 uur (UTC+1) | Zweden            | 1 – 1 | Noorwegen      | Malmö Stadion, Malmö Toeschouwers: 8.726 Scheidsrechter: Werner Bergmann (DDR) |
| 4 november EK 1964 kwalificatie № 273 «onderlinge duels» 13:30 uur (UTC+1) | Leif Eriksson 64' |       | 60' John Krogh | Malmö Stadion, Malmö Toeschouwers: 8.726 Scheidsrechter: Werner Bergmann (DDR) |

### 1963
|                                                                     |                                 |       |                                                                                     |                                                                                |
| 15 mei Vriendschappelijk № 274 «onderlinge duels» 19:00 uur (UTC+2) | Noorwegen                       | 2 – 5 | Polen                                                                               | Ullevaalstadion, Oslo Toeschouwers: 25.000 Scheidsrechter: Curt Liedberg (SWE) |
| 15 mei Vriendschappelijk № 274 «onderlinge duels» 19:00 uur (UTC+2) | John Krogh 9' Arne Pedersen 59' |       | 15' Józef Gałeczka 30', 81' Eugeniusz Faber 52' Lucjan Brychczy 75' Lucjan Brychczy | Ullevaalstadion, Oslo Toeschouwers: 25.000 Scheidsrechter: Curt Liedberg (SWE) |

|                                                                     |                                                                   |       |                         |                                                                                  |
| 4 juni Vriendschappelijk № 275 «onderlinge duels» 19:00 uur (UTC+2) | Noorwegen                                                         | 4 – 3 | Schotland               | Brannstadion, Bergen Toeschouwers: 23.000 Scheidsrechter: Haukur Óskarsson (ISL) |
| 4 juni Vriendschappelijk № 275 «onderlinge duels» 19:00 uur (UTC+2) | Olav Nilsen 5' Erik Johansen 60' Arne Pedersen 81' John Krogh 83' |       | 14', 22', 76' Denis Law | Brannstadion, Bergen Toeschouwers: 23.000 Scheidsrechter: Haukur Óskarsson (ISL) |

|                                                                                 |                                             |       |           |                                                                                          |
| 27 juni Noords Kampioenschap 1960/63 № 276 «onderlinge duels» 19:00 uur (UTC+2) | Finland                                     | 2 – 0 | Noorwegen | Olympisch Stadion, Helsinki Toeschouwers: 11.603 Scheidsrechter: Bramming Sørensen (DEN) |
| 27 juni Noords Kampioenschap 1960/63 № 276 «onderlinge duels» 19:00 uur (UTC+2) | Kai Pahlman 53' (pen.) Juha Lyytikäinen 68' |       |           | Olympisch Stadion, Helsinki Toeschouwers: 11.603 Scheidsrechter: Bramming Sørensen (DEN) |

|                                                                                     |        |       |           |                                                                               |
| 14 augustus Noords Kampioenschap 1960/63 № 277 «onderlinge duels» 18:30 uur (UTC+1) | Zweden | 0 – 0 | Noorwegen | Ullevi, Göteborg Toeschouwers: 32.030 Scheidsrechter: Martti Hirviniemi (FIN) |
| 14 augustus Noords Kampioenschap 1960/63 № 277 «onderlinge duels» 18:30 uur (UTC+1) |        |       |           | Ullevi, Göteborg Toeschouwers: 32.030 Scheidsrechter: Martti Hirviniemi (FIN) |

|                                                                          | |       |           |                                                                                         |
| 4 september Vriendschappelijk № 278 «onderlinge duels» 17:00 uur (UTC+2) | Polen | 9 – 0 | Noorwegen | Stadion Miejski, Szczecin Toeschouwers: 25.114 Scheidsrechter: Konstantin Zečević (YUG) |
| 4 september Vriendschappelijk № 278 «onderlinge duels» 17:00 uur (UTC+2) | Zygfryd Szołtysik 10', 67' Eugeniusz Faber 19', 80' Włodzimierz Lubański 34' Józef Gałeczka 73' Bernard Blaut 74' Roman Bazan 79', 85' |       |           | Stadion Miejski, Szczecin Toeschouwers: 25.114 Scheidsrechter: Konstantin Zečević (YUG) |

|                                                                                      |           |                                                              |            |                                                                                |
| 15 september Noords Kampioenschap 1960/63 № 279 «onderlinge duels» 13:15 uur (UTC+1) | Noorwegen | 0 – 4                                                        | Denemarken | Ullevaalstadion, Oslo Toeschouwers: 23.804 Scheidsrechter: Einar Boström (SWE) |
| 15 september Noords Kampioenschap 1960/63 № 279 «onderlinge duels» 13:15 uur (UTC+1) |           | 39' Kjeld Thorst 74', 81' Carl Bertelsen 85' Henning Enoksen |            | Ullevaalstadion, Oslo Toeschouwers: 23.804 Scheidsrechter: Einar Boström (SWE) |

|                                                                         |             |                                    |           |                                                                                |
| 3 november Vriendschappelijk № 280 «onderlinge duels» 14:45 uur (UTC+1) | Zwitserland | 0 – 2                              | Noorwegen | Letzigrund, Zürich Toeschouwers: 19.894 Scheidsrechter: Giulio Campanati (ITA) |
| 3 november Vriendschappelijk № 280 «onderlinge duels» 14:45 uur (UTC+1) |             | 28' Erik Johansen 63' Roald Jensen |           | Letzigrund, Zürich Toeschouwers: 19.894 Scheidsrechter: Giulio Campanati (ITA) |

|                                                                       |                                                   |       |                      |                                                                               |
| 7 november Vriendschappelijk № 281 «onderlinge duels» 19:30 uur (UTC) | Schotland                                         | 6 – 1 | Noorwegen            | Hampden Park, Glasgow Toeschouwers: 35.416 Scheidsrechter: Kevin Howley (ENG) |
| 7 november Vriendschappelijk № 281 «onderlinge duels» 19:30 uur (UTC) | Denis Law 19', 43', 60', 83' Dave Mackay 74', 76' |       | 7' Per Kristoffersen | Hampden Park, Glasgow Toeschouwers: 35.416 Scheidsrechter: Kevin Howley (ENG) |

### 1964
|                                                                     |                  |       |                                                         |                                                                                 |
| 13 mei Vriendschappelijk № 282 «onderlinge duels» 19:00 uur (UTC+2) | Noorwegen        | 1 – 4 | Ierland                                                 | Ullevaalstadion, Oslo Toeschouwers: 14.354 Scheidsrechter: Johannes Malka (FRG) |
| 13 mei Vriendschappelijk № 282 «onderlinge duels» 19:00 uur (UTC+2) | Leif Eriksen 53' |       | 3', 63' Charlie Hurley 10' Johnny Giles 77' Andy McEvoy | Ullevaalstadion, Oslo Toeschouwers: 14.354 Scheidsrechter: Johannes Malka (FRG) |

|                                                                     |                                                                 |       |                      |                                                                                   |
| 1 juli Vriendschappelijk № 283 «onderlinge duels» 19:00 uur (UTC+2) | Noorwegen                                                       | 3 – 2 | Zwitserland          | Brannstadion, Bergen Toeschouwers: 15.000 Scheidsrechter: Gunnar Michaelsen (DEN) |
| 1 juli Vriendschappelijk № 283 «onderlinge duels» 19:00 uur (UTC+2) | Olav Nilsen 54' Erik Johansen 60' (pen.) Einar Bruno Larsen 85' |       | 28', 33' Kurt Grünig | Brannstadion, Bergen Toeschouwers: 15.000 Scheidsrechter: Gunnar Michaelsen (DEN) |

|                                                                                     |                                  |       |         |                                                                                      |
| 20 augustus Noords Kampioenschap 1964/67 № 284 «onderlinge duels» 18:30 uur (UTC+2) | Noorwegen                        | 2 – 0 | Finland | Lerkendalstadion, Trondheim Toeschouwers: 17.056 Scheidsrechter: Einer Poulsen (DEN) |
| 20 augustus Noords Kampioenschap 1964/67 № 284 «onderlinge duels» 18:30 uur (UTC+2) | Harald Berg 20' Finn Seemann 30' |       |         | Lerkendalstadion, Trondheim Toeschouwers: 17.056 Scheidsrechter: Einer Poulsen (DEN) |

|                                                                                      |                  |       |                          |                                                                                 |
| 20 september Noords Kampioenschap 1964/67 № 285 «onderlinge duels» 13:15 uur (UTC+1) | Noorwegen        | 1 – 1 | Zweden                   | Ullevaalstadion, Oslo Toeschouwers: 22.131 Scheidsrechter: Bobby Davidson (SCO) |
| 20 september Noords Kampioenschap 1964/67 № 285 «onderlinge duels» 13:15 uur (UTC+1) | Finn Seemann 55' |       | 40' (pen.) Bosse Larsson | Ullevaalstadion, Oslo Toeschouwers: 22.131 Scheidsrechter: Bobby Davidson (SCO) |

|                                                                                    |                     |       |           |                                                                                          |
| 11 oktober Noords Kampioenschap 1964/67 № 286 «onderlinge duels» 13:30 uur (UTC+1) | Denemarken          | 2 – 0 | Noorwegen | Københavns Idrætspark, Kopenhagen Toeschouwers: 40.700 Scheidsrechter: Erik Beijar (FIN) |
| 11 oktober Noords Kampioenschap 1964/67 № 286 «onderlinge duels» 13:30 uur (UTC+1) | Ole Madsen 43', 83' |       |           | Københavns Idrætspark, Kopenhagen Toeschouwers: 40.700 Scheidsrechter: Erik Beijar (FIN) |

|                                                                            |           |                                   |           |                                                                                     |
| 8 november WK 1966 kwalificatie № 287 «onderlinge duels» 15:00 uur (UTC+1) | Luxemburg | 0 – 2                             | Noorwegen | Stade Municipal, Luxemburg Toeschouwers: 8.130 Scheidsrechter: Godfrey Powell (WAL) |
| 8 november WK 1966 kwalificatie № 287 «onderlinge duels» 15:00 uur (UTC+1) |           | 28' Erik Johansen 72' Harald Berg |           | Stade Municipal, Luxemburg Toeschouwers: 8.130 Scheidsrechter: Godfrey Powell (WAL) |

|                                                                             |                   |       |           |                                                                                |
| 11 november WK 1966 kwalificatie № 288 «onderlinge duels» 15:00 uur (UTC+1) | Frankrijk         | 1 – 0 | Noorwegen | Parc des Princes, Parijs Toeschouwers: 33.517 Scheidsrechter: Jack Adair (NIR) |
| 11 november WK 1966 kwalificatie № 288 «onderlinge duels» 15:00 uur (UTC+1) | Ángel Rambert 17' |       |           | Parc des Princes, Parijs Toeschouwers: 33.517 Scheidsrechter: Jack Adair (NIR) |

### 1965
|                                                                     | |       |          |                                                                                  |
| 19 mei Vriendschappelijk № 289 «onderlinge duels» 19:00 uur (UTC+2) | Noorwegen                                                                                                | 7 – 0 | Thailand | Brannstadion, Bergen Toeschouwers: 9.000 Scheidsrechter: Bramming Sørensen (DEN) |
| 19 mei Vriendschappelijk № 289 «onderlinge duels» 19:00 uur (UTC+2) | Arne Pedersen 38' Harald Berg 49', 72', 78' Olav Nilsen 76' Erik Johansen 80' Kjell Kaspersen 86' (pen.) |       |          | Brannstadion, Bergen Toeschouwers: 9.000 Scheidsrechter: Bramming Sørensen (DEN) |

|                                                                        |                                                                           |       |                                        |                                                                                          |
| 27 mei WK 1966 kwalificatie № 290 «onderlinge duels» 13:00 uur (UTC+2) | Noorwegen                                                                 | 4 – 2 | Luxemburg                              | Lerkendalstadion, Trondheim Toeschouwers: 22.319 Scheidsrechter: Martti Hirviniemi (FIN) |
| 27 mei WK 1966 kwalificatie № 290 «onderlinge duels» 13:00 uur (UTC+2) | Arne Pedersen 16' Erik Johansen 61' Kai Sjøberg 66' Per Kristoffersen 77' |       | 10' (pen.) Erny Brenner 26' Edy Dublin | Lerkendalstadion, Trondheim Toeschouwers: 22.319 Scheidsrechter: Martti Hirviniemi (FIN) |

|                                                                         |                                                 |       |             |                                                                             |
| 16 juni WK 1966 kwalificatie № 291 «onderlinge duels» 19:00 uur (UTC+2) | Noorwegen                                       | 3 – 0 | Joegoslavië | Ullevaalstadion, Oslo Toeschouwers: 29.726 Scheidsrechter: Jack Lowry (WAL) |
| 16 juni WK 1966 kwalificatie № 291 «onderlinge duels» 19:00 uur (UTC+2) | Finn Seemann 9' Olav Nilsen 62' Harald Berg 87' |       |             | Ullevaalstadion, Oslo Toeschouwers: 29.726 Scheidsrechter: Jack Lowry (WAL) |

|                                                                                    |                                                                          |       |           |                                                                                      |
| 8 augustus Noords Kampioenschap 1964/67 № 292 «onderlinge duels» 18:30 uur (UTC+2) | Finland                                                                  | 4 – 0 | Noorwegen | Olympisch Stadion, Helsinki Toeschouwers: 16.525 Scheidsrechter: Einar Boström (SWE) |
| 8 augustus Noords Kampioenschap 1964/67 № 292 «onderlinge duels» 18:30 uur (UTC+2) | Kai Pahlman 36' Asko Mäkilä 63' Markku Kumpulampi 79' Tommy Lindholm 88' |       |           | Olympisch Stadion, Helsinki Toeschouwers: 16.525 Scheidsrechter: Einar Boström (SWE) |

|                                                                              |           |                   |           |                                                                                |
| 15 september WK 1966 kwalificatie № 293 «onderlinge duels» 17:45 uur (UTC+2) | Noorwegen | 0 – 1             | Frankrijk | Ullevaalstadion, Oslo Toeschouwers: 31.234 Scheidsrechter: Hugh Phillips (SCO) |
| 15 september WK 1966 kwalificatie № 293 «onderlinge duels» 17:45 uur (UTC+2) |           | 22' Nestor Combin |           | Ullevaalstadion, Oslo Toeschouwers: 31.234 Scheidsrechter: Hugh Phillips (SCO) |

|                                                                                      |                                   |       |                                    |                                                                               |
| 26 september Noords Kampioenschap 1964/67 № 294 «onderlinge duels» 13:15 uur (UTC+1) | Noorwegen                         | 2 – 2 | Denemarken                         | Ullevaalstadion, Oslo Toeschouwers: 14.913 Scheidsrechter: Pehr Engblom (FIN) |
| 26 september Noords Kampioenschap 1964/67 № 294 «onderlinge duels» 13:15 uur (UTC+1) | Ole Stavrum 18' Erik Johansen 40' |       | 44' Tommy Troelsen 53' Ole Fritsen | Ullevaalstadion, Oslo Toeschouwers: 14.913 Scheidsrechter: Pehr Engblom (FIN) |

|                                                                                    |        |       |           |                                                                                |
| 31 oktober Noords Kampioenschap 1964/67 № 295 «onderlinge duels» 13:30 uur (UTC+1) | Zweden | 0 – 0 | Noorwegen | Råsundastadion, Solna Toeschouwers: 12.922 Scheidsrechter: Wacław Majdan (POL) |
| 31 oktober Noords Kampioenschap 1964/67 № 295 «onderlinge duels» 13:30 uur (UTC+1) |        |       |           | Råsundastadion, Solna Toeschouwers: 12.922 Scheidsrechter: Wacław Majdan (POL) |

|                                                                            |                     |       |                 |                                                                                    |
| 7 november WK 1966 kwalificatie № 296 «onderlinge duels» 14:15 uur (UTC+1) | Joegoslavië         | 1 – 1 | Noorwegen       | JNA Stadion, Belgrado Toeschouwers: 17.538 Scheidsrechter: Menahem Ashkenazi (ISR) |
| 7 november WK 1966 kwalificatie № 296 «onderlinge duels» 14:15 uur (UTC+1) | Velibor Vasović 39' |       | 13' Ole Stavrum | JNA Stadion, Belgrado Toeschouwers: 17.538 Scheidsrechter: Menahem Ashkenazi (ISR) |

### 1966
|                                                                      |                                                  |       |           |                                                                                     |
| 12 juni Vriendschappelijk № 297 «onderlinge duels» 17:00 uur (UTC+1) | Portugal                                         | 4 – 0 | Noorwegen | Estádio do Jamor, Oeiras Toeschouwers: 20.000 Scheidsrechter: Gaspart Pintado (ESP) |
| 12 juni Vriendschappelijk № 297 «onderlinge duels» 17:00 uur (UTC+1) | Eusébio 9', 36' José Augusto de Almeida 24', 63' |       |           | Estádio do Jamor, Oeiras Toeschouwers: 20.000 Scheidsrechter: Gaspart Pintado (ESP) |

|                                                                                 |            |                   |           |                                                                                            |
| 26 juni Noords Kampioenschap 1964/67 № 298 «onderlinge duels» 13:30 uur (UTC+1) | Denemarken | 0 – 1             | Noorwegen | Københavns Idrætspark, Kopenhagen Toeschouwers: 27.500 Scheidsrechter: Curt Liedberg (SWE) |
| 26 juni Noords Kampioenschap 1964/67 № 298 «onderlinge duels» 13:30 uur (UTC+1) |            | 51' Erik Johansen |           | Københavns Idrætspark, Kopenhagen Toeschouwers: 27.500 Scheidsrechter: Curt Liedberg (SWE) |

|                                                                      |                 |       |                                                                    |                                                                                 |
| 29 juni Vriendschappelijk № 299 «onderlinge duels» 19:00 uur (UTC+1) | Noorwegen       | 1 – 6 | Engeland                                                           | Ullevaalstadion, Oslo Toeschouwers: 29.501 Scheidsrechter: Hasse Carlsson (SWE) |
| 29 juni Vriendschappelijk № 299 «onderlinge duels» 19:00 uur (UTC+1) | Harald Sunde 4' |       | 20', 24', 44', 74' Jimmy Greaves 22' John Connelly 40' Bobby Moore | Ullevaalstadion, Oslo Toeschouwers: 29.501 Scheidsrechter: Hasse Carlsson (SWE) |

|                                                                                     |                   |       |                    |                                                                                            |
| 14 augustus Noords Kampioenschap 1964/67 № 300 «onderlinge duels» 13:15 uur (UTC+1) | Noorwegen         | 1 – 1 | Finland            | Stavangerstadion, Stavanger Toeschouwers: 11.500 Scheidsrechter: Gerhard Schulenburg (FRG) |
| 14 augustus Noords Kampioenschap 1964/67 № 300 «onderlinge duels» 13:15 uur (UTC+1) | Arne Pedersen 25' |       | 68' Tommy Lindholm | Stavangerstadion, Stavanger Toeschouwers: 11.500 Scheidsrechter: Gerhard Schulenburg (FRG) |

|                                                                                      |                                  |       |                                                    |                                                                                    |
| 18 september Noords Kampioenschap 1964/67 № 301 «onderlinge duels» 13:15 uur (UTC+1) | Noorwegen                        | 2 – 4 | Zweden                                             | Ullevaalstadion, Oslo Toeschouwers: 24.551 Scheidsrechter: Bramming Sørensen (DEN) |
| 18 september Noords Kampioenschap 1964/67 № 301 «onderlinge duels» 13:15 uur (UTC+1) | Kjetil Hasund 9' Harald Berg 27' |       | 48' (pen.) Jan Karlsson 60', 63', 70' Tom Turesson | Ullevaalstadion, Oslo Toeschouwers: 24.551 Scheidsrechter: Bramming Sørensen (DEN) |

|                                                                             |                                              |       |                        |                                                                                                  |
| 13 november EK 1968 kwalificatie № 302 «onderlinge duels» 15:00 uur (UTC+2) | Bulgarije                                    | 4 – 2 | Noorwegen              | Vasil Levski Nationaal Stadion, Sofia Toeschouwers: 20.762 Scheidsrechter: Muzaffer Sarvan (TUR) |
| 13 november EK 1968 kwalificatie № 302 «onderlinge duels» 15:00 uur (UTC+2) | Nikola Tsanev 18', 43' Petar Zhekov 42', 85' |       | 59', 86' Kjetil Hasund | Vasil Levski Nationaal Stadion, Sofia Toeschouwers: 20.762 Scheidsrechter: Muzaffer Sarvan (TUR) |

|                                                                          |                                      |       |           |                                                                                          |
| 19 november Vriendschappelijk № 303 «onderlinge duels» 15:00 uur (UTC+1) | West-Duitsland                       | 3 – 0 | Noorwegen | Müngersdorfer Stadion, Keulen Toeschouwers: 38.000 Scheidsrechter: Janus Aalbrecht (NED) |
| 19 november Vriendschappelijk № 303 «onderlinge duels» 15:00 uur (UTC+1) | Uwe Seeler 42' Lothar Ulsaß 44', 78' |       |           | Müngersdorfer Stadion, Keulen Toeschouwers: 38.000 Scheidsrechter: Janus Aalbrecht (NED) |

### 1967
|                                                                                |         |                      |           |                                                                                   |
| 1 juni Noords Kampioenschap 1964/67 № 304 «onderlinge duels» 19:00 uur (UTC+2) | Finland | 0 – 2                | Noorwegen | Olympisch Stadion, Helsinki Toeschouwers: 6.672 Scheidsrechter: Arne Jensen (DEN) |
| 1 juni Noords Kampioenschap 1964/67 № 304 «onderlinge duels» 19:00 uur (UTC+2) |         | 20', 58' Olav Nilsen |           | Olympisch Stadion, Helsinki Toeschouwers: 6.672 Scheidsrechter: Arne Jensen (DEN) |

|                                                                        |                 |       |                  |                                                                              |
| 8 juni EK 1968 kwalificatie № 305 «onderlinge duels» 19:00 uur (UTC+1) | Noorwegen       | 1 – 2 | Portugal         | Ullevaalstadion, Oslo Toeschouwers: 30.495 Scheidsrechter: Willie Syme (SCO) |
| 8 juni EK 1968 kwalificatie № 305 «onderlinge duels» 19:00 uur (UTC+1) | Odd Iversen 35' |       | 15', 60' Eusébio | Ullevaalstadion, Oslo Toeschouwers: 30.495 Scheidsrechter: Willie Syme (SCO) |

|                                                                         |           |       |           |                                                                             |
| 29 juni EK 1968 kwalificatie № 306 «onderlinge duels» 19:00 uur (UTC+1) | Noorwegen | 0 – 0 | Bulgarije | Ullevaalstadion, Oslo Toeschouwers: 24.975 Scheidsrechter: Jack Adair (NIR) |
| 29 juni EK 1968 kwalificatie № 306 «onderlinge duels» 19:00 uur (UTC+1) |           |       |           | Ullevaalstadion, Oslo Toeschouwers: 24.975 Scheidsrechter: Jack Adair (NIR) |

|                                                                             |                                                          |       |                    |                                                                             |
| 3 september EK 1968 kwalificatie № 307 «onderlinge duels» 13:15 uur (UTC+1) | Noorwegen                                                | 3 – 1 | Zweden             | Ullevaalstadion, Oslo Toeschouwers: 31.287 Scheidsrechter: Jan Pawlik (POL) |
| 3 september EK 1968 kwalificatie № 307 «onderlinge duels» 13:15 uur (UTC+1) | Harald Berg 23' Sven Otto Birkeland 47' Harald Sunde 80' |       | 18' Thomas Nordahl | Ullevaalstadion, Oslo Toeschouwers: 31.287 Scheidsrechter: Jan Pawlik (POL) |

|                                                                                      |           |                                       |            |                                                                             |
| 24 september Noords Kampioenschap 1964/67 № 308 «onderlinge duels» 13:15 uur (UTC+1) | Noorwegen | 0 – 5                                 | Denemarken | Ullevaalstadion, Oslo Toeschouwers: 24.987 Scheidsrechter: Bo Nilsson (SWE) |
| 24 september Noords Kampioenschap 1964/67 № 308 «onderlinge duels» 13:15 uur (UTC+1) |           | 40', 41', 57', 60', 63' Erik Dyreborg |            | Ullevaalstadion, Oslo Toeschouwers: 24.987 Scheidsrechter: Bo Nilsson (SWE) |

| |                                                                               |       |                                        |                                                                                |
| 5 november EK 1968 kwalificatie / Noords Kampioenschap 1964/67 № 309 «onderlinge duels» 14:00 uur (UTC+1) | Zweden                                                                        | 5 – 2 | Noorwegen                              | Råsundastadion, Solna Toeschouwers: 14.078 Scheidsrechter: Rudi Glöckner (DDR) |
| 5 november EK 1968 kwalificatie / Noords Kampioenschap 1964/67 № 309 «onderlinge duels» 14:00 uur (UTC+1) | Tom Turesson 13', 89' Inge Danielsson 39' Leif Eriksson 48' Leif Eriksson 85' |       | 57' (pen.) Odd Iversen 90' Olav Nilsen | Råsundastadion, Solna Toeschouwers: 14.078 Scheidsrechter: Rudi Glöckner (DDR) |

|                                                                             |                                         |       |                 |                                                                                       |
| 12 november EK 1968 kwalificatie № 310 «onderlinge duels» 15:00 uur (UTC+1) | Portugal                                | 2 – 1 | Noorwegen       | Estádio das Antas, Porto Toeschouwers: 34.126 Scheidsrechter: Michel Kitabdjian (FRA) |
| 12 november EK 1968 kwalificatie № 310 «onderlinge duels» 15:00 uur (UTC+1) | José Augusto Torres 30' Jaime Graça 64' |       | 40' Olav Nilsen | Estádio das Antas, Porto Toeschouwers: 34.126 Scheidsrechter: Michel Kitabdjian (FRA) |

### 1968
|                                                                     |                  |       |                                                                                  |                                                                                |
| 9 juni Vriendschappelijk № 311 «onderlinge duels» 18:30 uur (UTC+1) | Noorwegen        | 1 – 6 | Polen                                                                            | Ullevaalstadion, Oslo Toeschouwers: 17.173 Scheidsrechter: Einar Boström (SWe) |
| 9 juni Vriendschappelijk № 311 «onderlinge duels» 18:30 uur (UTC+1) | Harald Sunde 41' |       | 14', 71' Janusz Żmijewski 21', 38', 55' Andrzej Jarosik 77' Włodzimierz Lubański | Ullevaalstadion, Oslo Toeschouwers: 17.173 Scheidsrechter: Einar Boström (SWe) |

|                                                                                 |                                                                 |       |                     |                                                                                           |
| 23 juni Noords Kampioenschap 1968/71 № 312 «onderlinge duels» 13:30 uur (UTC+1) | Denemarken                                                      | 5 – 1 | Noorwegen           | Københavns Idrætspark, Kopenhagen Toeschouwers: 31.900 Scheidsrechter: Arvo Jokinen (FIN) |
| 23 juni Noords Kampioenschap 1968/71 № 312 «onderlinge duels» 13:30 uur (UTC+1) | Tommy Troelsen 22', 24', 77' (pen.) Steen Rømer Larsen 42', 55' |       | 2' Thorodd Presberg | Københavns Idrætspark, Kopenhagen Toeschouwers: 31.900 Scheidsrechter: Arvo Jokinen (FIN) |

|                                                    |         |                                                                |           |                                                                                     |
| 18 juli Vriendschappelijk № 313 «onderlinge duels» | IJsland | 0 – 4                                                          | Noorwegen | Laugardalsvöllur, Reykjavik Toeschouwers: 4.867 Scheidsrechter: Owen McCarthy (IRL) |
| 18 juli Vriendschappelijk № 313 «onderlinge duels» |         | 11' Olav Nilsen 28' Harald Berg 33' Harald Berg 90' Ola Dybwad |           | Laugardalsvöllur, Reykjavik Toeschouwers: 4.867 Scheidsrechter: Owen McCarthy (IRL) |

|                                                                                     |                                                           |       |                |                                                                                     |
| 18 augustus Noords Kampioenschap 1968/71 № 314 «onderlinge duels» 18:00 uur (UTC+1) | Noorwegen                                                 | 4 – 1 | Finland        | Ullevaalstadion, Oslo Toeschouwers: 18.291 Scheidsrechter: Carl Werner Hansen (DEN) |
| 18 augustus Noords Kampioenschap 1968/71 № 314 «onderlinge duels» 18:00 uur (UTC+1) | Odd Iversen 36', 52' Ola Dybwad-Olsen 60' Harald Berg 85' |       | 75' Arto Tolsa | Ullevaalstadion, Oslo Toeschouwers: 18.291 Scheidsrechter: Carl Werner Hansen (DEN) |

|                                                                                      |                             |       |                   |                                                                                  |
| 15 september Noords Kampioenschap 1968/71 № 315 «onderlinge duels» 13:15 uur (UTC+1) | Noorwegen                   | 1 – 1 | Zweden            | Ullevaalstadion, Oslo Toeschouwers: 23.564 Scheidsrechter: Janus Aalbrecht (NED) |
| 15 september Noords Kampioenschap 1968/71 № 315 «onderlinge duels» 13:15 uur (UTC+1) | Ola Dybwad-Olsen 30' (pen.) |       | 17' Leif Eriksson | Ullevaalstadion, Oslo Toeschouwers: 23.564 Scheidsrechter: Janus Aalbrecht (NED) |

|                                                                           |                                                   |       |           |                                                                            |
| 9 oktober WK 1970 kwalificatie № 316 «onderlinge duels» 19:00 uur (UTC+1) | Zweden                                            | 5 – 0 | Noorwegen | Råsundastadion, Solna Toeschouwers: 32.063 Scheidsrechter: Pekka Aho (FIN) |
| 9 oktober WK 1970 kwalificatie № 316 «onderlinge duels» 19:00 uur (UTC+1) | Ove Kindvall 37', 58', 61' Bosse Larsson 56', 81' |       |           | Råsundastadion, Solna Toeschouwers: 32.063 Scheidsrechter: Pekka Aho (FIN) |

|                                                                            |           |                 |           |                                                                                                 |
| 6 november WK 1970 kwalificatie № 317 «onderlinge duels» 20:30 uur (UTC+1) | Frankrijk | 0 – 1           | Noorwegen | Stade de la Meinau, Straatsburg Toeschouwers: 18.319 Scheidsrechter: Francesco Francescon (ITA) |
| 6 november WK 1970 kwalificatie № 317 «onderlinge duels» 20:30 uur (UTC+1) |           | 67' Odd Iversen |           | Stade de la Meinau, Straatsburg Toeschouwers: 18.319 Scheidsrechter: Francesco Francescon (ITA) |

### 1969
|                                                                    |           |                        |        |                                                                                    |
| 8 mei Vriendschappelijk № 318 «onderlinge duels» 19:00 uur (UTC+1) | Noorwegen | 0 – 2                  | Mexico | Ullevaalstadion, Oslo Toeschouwers: 25.491 Scheidsrechter: Gunnar Michaelsen (DEN) |
| 8 mei Vriendschappelijk № 318 «onderlinge duels» 19:00 uur (UTC+1) |           | 9', 75' Javier Fragoso |        | Ullevaalstadion, Oslo Toeschouwers: 25.491 Scheidsrechter: Gunnar Michaelsen (DEN) |

|                                                                                |                                                            |       |                                |                                                                          |
| 1 juni Noords Kampioenschap 1968/71 № 319 «onderlinge duels» 17:00 uur (UTC+1) | Zweden                                                     | 4 – 2 | Noorwegen                      | Ullevi, Göteborg Toeschouwers: 25.671 Scheidsrechter: Kevin Howley (ENG) |
| 1 juni Noords Kampioenschap 1968/71 № 319 «onderlinge duels» 17:00 uur (UTC+1) | Sten Pålsson 8' Inge Ejderstedt 9', 25' Rolf Andersson 69' |       | 7' Odd Iversen 70' Harald Berg | Ullevi, Göteborg Toeschouwers: 25.671 Scheidsrechter: Kevin Howley (ENG) |

|                                                                         |                           |       |                                                                                    |                                                                                  |
| 19 juni WK 1970 kwalificatie № 320 «onderlinge duels» 19:00 uur (UTC+1) | Noorwegen                 | 2 – 5 | Zweden                                                                             | Ullevaalstadion, Oslo Toeschouwers: 26.284 Scheidsrechter: Jacques Colling (LUX) |
| 19 juni WK 1970 kwalificatie № 320 «onderlinge duels» 19:00 uur (UTC+1) | Ola Dybwad-Olsen 52', 82' |       | 20' Örjan Persson 25' Leif Eriksson 36' Ove Kindvall 47' Ove Grahn 49' Roland Grip | Ullevaalstadion, Oslo Toeschouwers: 26.284 Scheidsrechter: Jacques Colling (LUX) |

|                                                                     |                                           |       |         |                                                                                   |
| 3 juli Vriendschappelijk № 321 «onderlinge duels» 19:00 uur (UTC+1) | Noorwegen                                 | 3 – 0 | Bermuda | Stavangerstadion, Stavanger Toeschouwers: 13.057 Scheidsrechter: Bo Nilsson (SWE) |
| 3 juli Vriendschappelijk № 321 «onderlinge duels» 19:00 uur (UTC+1) | Odd Iversen 27', 87' Ola Dybwad-Olsen 32' |       |         | Stavangerstadion, Stavanger Toeschouwers: 13.057 Scheidsrechter: Bo Nilsson (SWE) |

|                                                    |                                |       |                   |                                                                                     |
| 21 juli Vriendschappelijk № 322 «onderlinge duels» | Noorwegen                      | 2 – 1 | IJsland           | Lerkendalstadion, Trondheim Toeschouwers: 11.759 Scheidsrechter: Curt Lieberg (SWE) |
| 21 juli Vriendschappelijk № 322 «onderlinge duels» | Odd Iversen 6' Olav Nilsen 37' |       | 82' Ellert Schram | Lerkendalstadion, Trondheim Toeschouwers: 11.759 Scheidsrechter: Curt Lieberg (SWE) |

|                                                                                     |                                  |       |                      |                                                                                      |
| 24 augustus Noords Kampioenschap 1968/71 № 323 «onderlinge duels» 18:30 uur (UTC+2) | Finland                          | 2 – 2 | Noorwegen            | Olympisch Stadion, Helsinki Toeschouwers: 10.727 Scheidsrechter: Einar Boström (SWE) |
| 24 augustus Noords Kampioenschap 1968/71 № 323 «onderlinge duels» 18:30 uur (UTC+2) | Arto Tolsa 5' Tommy Lindholm 13' |       | 21', 29' Odd Iversen | Olympisch Stadion, Helsinki Toeschouwers: 10.727 Scheidsrechter: Einar Boström (SWE) |

|                                                                          |                                                                                             |       |                 |                                                                           |
| 27 augustus Vriendschappelijk № 324 «onderlinge duels» 16:30 uur (UTC+1) | Polen                                                                                       | 6 – 1 | Noorwegen       | Stadion ŁKS, Łódź Toeschouwers: 26.000 Scheidsrechter: Franz Wöhrer (AUT) |
| 27 augustus Vriendschappelijk № 324 «onderlinge duels» 16:30 uur (UTC+1) | Włodzimierz Lubański 10', 37' Joachim Marx 25', 90' Kazimierz Deyna 26' Lucjan Brychczy 36' |       | 40' Odd Iversen | Stadion ŁKS, Łódź Toeschouwers: 26.000 Scheidsrechter: Franz Wöhrer (AUT) |

|                                                                              |                      |       |                                              |                                                                                 |
| 10 september WK 1970 kwalificatie № 325 «onderlinge duels» 19:00 uur (UTC+1) | Noorwegen            | 1 – 3 | Frankrijk                                    | Ullevaalstadion, Oslo Toeschouwers: 22.495 Scheidsrechter: Lau van Ravens (NED) |
| 10 september WK 1970 kwalificatie № 325 «onderlinge duels» 19:00 uur (UTC+1) | Ola Dybwad-Olsen 90' |       | 9', 48' Hervé Revelli 77' Jean-Paul Rostagni | Ullevaalstadion, Oslo Toeschouwers: 22.495 Scheidsrechter: Lau van Ravens (NED) |

|                                                                                      |                                       |       |            |                                                                                    |
| 21 september Noords Kampioenschap 1968/71 № 326 «onderlinge duels» 13:15 uur (UTC+1) | Noorwegen                             | 2 – 0 | Denemarken | Ullevaalstadion, Oslo Toeschouwers: 12.883 Scheidsrechter: Martti Hirviniemi (FIN) |
| 21 september Noords Kampioenschap 1968/71 № 326 «onderlinge duels» 13:15 uur (UTC+1) | Ola Dybwad-Olsen 26' Pål Sæthrang 35' |       |            | Ullevaalstadion, Oslo Toeschouwers: 12.883 Scheidsrechter: Martti Hirviniemi (FIN) |

|                                                        |                                                                       |       |           |                                                                                      |
| 11 november Vriendschappelijk № 327 «onderlinge duels» | Mexico                                                                | 4 – 0 | Noorwegen | Aztekenstadion, Mexico-Stad Toeschouwers: 25.000 Scheidsrechter: Mario Canessa (CHI) |
| 11 november Vriendschappelijk № 327 «onderlinge duels» | Alberto Onofre 6' Aarón Padilla 39' Sabas Ponce 71' Mario Velárde 73' |       |           | Aztekenstadion, Mexico-Stad Toeschouwers: 25.000 Scheidsrechter: Mario Canessa (CHI) |

|                                                        |           |       |                                          | |
| 13 november Vriendschappelijk № 328 «onderlinge duels» | Guatemala | 1 – 3 | Noorwegen                                | Estadio Nacional Doroteo Guamuch Flores, Guatemala-Stad Toeschouwers: 29.233 Scheidsrechter: Urias (GUA) |
| 13 november Vriendschappelijk № 328 «onderlinge duels» | ?         |       | 34', 43' Harry Hestad 61' Thor Spydevold | Estadio Nacional Doroteo Guamuch Flores, Guatemala-Stad Toeschouwers: 29.233 Scheidsrechter: Urias (GUA) |

UEFA: Albanië · België · Bulgarije · Cyprus · Denemarken · West-Duitsland · Duitse Democratische Republiek · Engeland · Finland · Frankrijk · Griekenland · Hongarije · Ierland · IJsland · Italië · Joegoslavië · Luxemburg · Malta · Nederland · Noord-Ierland · Noorwegen · Oostenrijk · Polen · Portugal · Roemenië · Schotland · Sovjet-Unie · Spanje · Tsjecho-Slowakije · Turkije · Wales · Zweden · Zwitserland

CAF: Madagaskar AFC: Israël

NFF · A-internationals · Selecties · Bondscoaches · Noors vrouwenelftal · Olympisch elftal · Noorwegen U21 · Noorwegen U20 · Noorwegen U19 · Noorwegen U18 · Noorwegen U17 · Noorwegen U16 · Vrouwen U17
1908 – 1919 ·
1920 – 1929 ·
1930 – 1939 ·
1940 – 1949 ·
1950 – 1959 ·
1960 – 1969 ·
1970 – 1979 ·
1980 – 1989 ·
1990 – 1999 ·
2000 – 2009 ·
2010 – 2019 ·
2020 − 2029
EK 2000
WK 1938 ·
WK 1994 ·
WK 1998
OS 1912 · 
OS 1920 · 
OS 1936 · 
OS 1952 · 
OS 1984
1908 ·
1909 ·
1910 ·
1911 ·
1912 · 
1913 · 
1914 · 
1915 · 
1916 · 
1917 · 
1918 · 
1919 · 
1920 · 
1921 · 
1922 · 
1923 · 
1924 · 
1925 · 
1926 · 
1927 · 
1928 · 
1929 · 
1930 · 
1931 · 
1932 · 
1933 · 
1934 · 
1935 · 
1936 · 
1937 · 
1938 · 
1939 · 
1940 – 1944 · 
1945 · 
1946 · 
1947 · 
1948 · 
1949 · 
1950 · 
1952 · 
1952 · 
1953 · 
1954 · 
1955 · 
1956 · 
1957 · 
1958 · 
1959 · 
1960 · 
1961 · 
1962 · 
1963 · 
1964 · 
1965 · 
1966 · 
1967 · 
1968 · 
1969 · 
1970 · 
1971 · 
1972 · 
1973 · 
1974 · 
1975 · 
1976 · 
1977 · 
1978 · 
1979 · 
1980 · 
1981 · 
1982 · 
1983 · 
1984 · 
1985 · 
1986 · 
1987 · 
1988 · 
1989 · 
1990 ·
1991 · 
1992 · 
1993 · 
1994 · 
1995 · 
1996 · 
1997 · 
1998 · 
1999 · 
2000 · 
2001 · 
2002 · 
2003 · 
2004 · 
2005 · 
2006 · 
2007 · 
2008 · 
2009 · 
2010 · 
2011 · 
2012 · 
2013 · 
2014 · 
2015 · 
2016 · 
2017 · 
2018 ·
2019 ·
2020 ·
2021 ·
2022 ·
2023 ·
2024
Albanië ·
Argentinië ·
Armenië ·
Australië ·
Azerbeidzjan ·
Bahrein ·
België ·
Bermuda ·
Bosnië en Herzegovina ·
Brazilië ·
Bulgarije ·
China ·
Colombia ·
Costa Rica ·
Cyprus ·
Denemarken ·
DDR ·
Duitsland ·
Egypte ·
Engeland ·
Estland ·
Faeröer ·
Finland ·
Frankrijk ·
Georgië ·
Ghana ·
Gibraltar ·
Grenada ·
Griekenland ·
Guatemala ·
Honduras ·
Hongarije ·
Hongkong ·
Ierland ·
IJsland ·
Israël ·
Italië ·
Jamaica ·
Japan ·
Joegoslavië ·
Jordanië ·
Kameroen ·
Kazachstan ·
Koeweit ·
Kosovo ·
Kroatië ·
Letland ·
Litouwen ·
Luxemburg ·
Malta ·
Marokko ·
Mexico ·
Moldavië ·
Montenegro ·
Nederland ·
Nieuw-Zeeland ·
Nigeria ·
Noord-Ierland ·
Noord-Korea ·
Noord-Macedonië ·
Oekraïne ·
Oman ·
Oostenrijk ·
Panama ·
Paraguay ·
Polen ·
Portugal ·
Qatar ·
Roemenië ·
Rusland ·
Saarland ·
San Marino ·
Saoedi-Arabië ·
Schotland ·
Senegal ·
Servië ·
Servië en Montenegro ·
Singapore ·
Slovenië ·
Slowakije ·
Sovjet-Unie ·
Spanje ·
Thailand ·
Trinidad en Tobago ·
Tsjechië ·
Tsjecho-Slowakije ·
Tunesië ·
Turkije ·
Uruguay ·
Verenigde Arabische Emiraten ·
Verenigde Staten ·
Verenigd Koninkrijk ·
Wales ·
Wit-Rusland ·
Zuid-Afrika ·
Zuid-Korea ·
Zweden ·
Zwitserland